# Alliina liasi
La alliina liasi (o alliinasi) è un enzima appartenente alla classe delle liasi presente nelle piante del genere Allium, come l'aglio e la cipolla. La alliina liasi è responsabile della catalisi delle reazioni chimiche implicate nella produzione dei composti volatili che conferiscono a questi alimenti i caratteristici aromi, odori e proprietà lacrimogene. In particolare, essa catalizza la seguente reazione:
S-alchil-L-cisteina S-ossido ⇄ alchil solfonato + 2-amminoacrilato
La alliina liasi fa parte del sistema difensivo che queste piante adottano per contrastare gli erbivori. Normalmente la alliina liasi è contenuta all'interno delle cellule della pianta, in particolare intorno al tessuto formante i fasci cribro-vascolari, ma in seguito a un danno causato da un animale che vuole cibarsene, questo enzima viene liberato producendo dei composti irritanti. Il tutto si traduce quindi in un effetto deterrente per gli animali. La stessa reazione avviene in seguito al taglio o al pestamento di cipolla e aglio per scopi culinari.
Nell'aglio, una alliina liasi converte l'alliina in allicina. Nelle cipolle, l'enzima agisce sui gruppi solfenici (-S-OH) delle biomolecole producendo il composto CH3-CH2-CH=S+-O-, il propantial-S-ossido.